# N229 (België)
De N229 is een gewestweg in België tussen Holsbeek tussen de (A2 E314) en Werchter (N21). De weg heeft een lengte van ongeveer 6 kilometer en gaat door het dorp Rotselaar.
De gehele weg bestaat uit twee rijstroken in beide rijrichtingen samen.
Tussen Werchter en Rotselaar gaat de N229 (Provinciebaan) over de Dijle met een Dijlebrug. Deze brug werd in 2023-2024 volledig afgebroken en heropgebouwd, na verzakkingen.